# Keith Kenniff
Keith Kenniff est un compositeur, producteur et multiinstrumentiste américain. Il crée de la musique électronique de style ambient sous le nom Helios ainsi que de la musique de piano sous le nom de Goldmund. Il est également la moitié du duo Mint Julep, qui fait de la musique indépendante.
Keith compose également de la musique pour le cinéma, la télévision, la danse et pour d'autres manifestations artistiques. Il a notamment créé la bande sonore du film documentaire Blood Road. En 2010, il crée le label musical Unseen,.

## Biographie
En 2004, Keith Kenniff lance son premier album, Unomia, sous le nom d'artiste Helios. Deux ans plus tard, il lance Eingya. La même année, Kenniff obtient un B.A. du Berklee College of Music.
En 2008, il lance son troisième album, Caesura.

## Discographie
Helios
- Unomia (2004)[3]
- Eingya (2006)
- Ayres (en) (2007)
- Caesura (2008)
- Unleft (2009)
- Live at The Triple Door (2010)
- Ayres (Instrumental) (2010)
- Moiety (2012)
- Yume (2015)
- Remembrance (2016)
- Veriditas (2018)

Goldmund
- Corduroy Road (2005)
- Two Point Discrimination (2007)
- The Malady of Elegance (2008)
- Live at The Triple Door (Digital only release.) (2010)
- Famous Places (2010)
- The Heart of High Places (2010)
- All Will Prosper (2011)
- Sometimes (2015)
- Occasus (2018)

Avec Meadows
- The Littlest Star (2011)

Mint Julep
- Songs About Snow (CD-R/digital 2008)
- Adorn (2010)
- Save Your Season (2011)
- Broken Devotion (2016)

Avec Hollie & Keith Kenniff
- A Deep and Dreamless Sleep (2011)

Keith Kenniff
- Blood Road (2017)
- The Last Survivor: Original Soundtrack by Keith Kenniff (2010)
- Branches (2010)
- Tracks, BBC Two, (~1995)